# Conopora dura
Conopora dura is een hydroïdpoliep uit de familie Stylasteridae. De poliep komt uit het geslacht Conopora. Conopora dura werd in 1909 voor het eerst wetenschappelijk beschreven door Hickson & England. 